# Vižintini
Vižintini (wł. Visintini) – wieś w Chorwacji, w żupanii istryjskiej, w gminie Oprtalj. W 2011 roku liczyła 22 mieszkańców.